# Cameron Hillis
Cameron "Cam" Hillis, född 24 juni 2000, är en kanadensisk professionell ishockeyforward som är kontrakterad till Montreal Canadiens i National Hockey League (NHL) och spelar för Rocket de Laval i American Hockey League (AHL) alternativt Lions de Trois-Rivières i ECHL. Han har tidigare spelat för Guelph Storm i Ontario Hockey League (OHL).
Hillis draftades av Montreal Canadiens i tredje rundan i 2018 års draft som 66:e spelare totalt.

## Statistik
| 2015–2016  | York-Simcoe Express         | ETA        | 33  | 25 | 47  | 72  | 12  | — | — | — | — | — |
|            | St. Andrew's College Saints | CISAA      | 7   | 1  | 1   | 2   | 2   | — | — | — | — | — |
|            | St. Andrew's College Saints |            | 2   | 0  | 1   | 1   | 0   | — | — | — | — | — |
| 2016–2017  | St. Andrew's College Saints | CISAA      | 58  | 28 | 49  | 77  | 42  | 5 | 2 | 5 | 7 | 6 |
|            | St. Andrew's College Saints |            | 15  | 9  | 13  | 22  | 10  | — | — | — | — | — |
| 2017–2018  | Guelph Storm                | OHL        | 60  | 20 | 39  | 59  | 48  | 6 | 1 | 2 | 3 | 2 |
| 2018–2019  | Guelph Storm                | OHL        | 33  | 10 | 12  | 22  | 27  | 2 | 0 | 0 | 0 | 2 |
| 2019–2020  | Guelph Storm                | OHL        | 62  | 24 | 59  | 83  | 43  | — | — | — | — | — |
| 2020–2021  | Rocket de Laval             | AHL        | 18  | 1  | 0   | 1   | 2   | — | — | — | — | — |
| 2021–2022  | Montreal Canadiens          | NHL        | 1   | 0  | 0   | 0   | 0   | — | — | — | — | — |
|            | Rocket de Laval             | AHL        | 8   | 2  | 2   | 4   | 4   | — | — | — | — | — |
|            | Lions de Trois-Rivières     | ECHL       | 6   | 0  | 3   | 3   | 2   | — | — | — | — | — |
| NHL totalt | NHL totalt                  | NHL totalt | 1   | 0  | 0   | 0   | 0   | — | — | — | — | — |
| AHL totalt | AHL totalt                  | AHL totalt | 26  | 3  | 2   | 5   | 6   | — | — | — | — | — |
| OHL totalt | OHL totalt                  | OHL totalt | 155 | 54 | 110 | 164 | 118 | 8 | 1 | 2 | 3 | 4 |

### Internationellt
| Källa: Uppdaterad: 2022-01-02 | Källa: Uppdaterad: 2022-01-02 | Källa: Uppdaterad: 2022-01-02 |         | Utv = Utvisningsminuter | Utv = Utvisningsminuter | Utv = Utvisningsminuter | Utv = Utvisningsminuter | Utv = Utvisningsminuter |
| År                            | Lag                           | Mästerskap                    | Matcher | Mål                     | Assists                 | Poäng                   | Utv                     |                         |
| ----------------------------- | ----------------------------- | ----------------------------- | ------- | ----------------------- | ----------------------- | ----------------------- | ----------------------- | ----------------------- |
| 2018                          | Kanada                        | U18-VM                        | 5       | 0                       | 2                       | 2                       | 12                      |                         |
| Junior totalt                 | Junior totalt                 | Junior totalt                 | 5       | 0                       | 2                       | 2                       | 12                      |                         |